# Anton Wilhelm Brøgger
Anton Wilhelm Brøgger (nascido em 11 de Outubro de 1884, falecido em 29 de Agosto de 1951) foi um arqueólogo e político norueguês. 
Brøgger doutorou-se em 1909, tendo trabalhado como conservador do Museu de Stavanger no período 1909-1913. Colaborou com a secção de história da Oldsaksamlingen, pertencente à Universidade de Oslo  entre  1913 e 1915, universidade onde viria a ser professor desde 1915 até 1950. Trabalhou com Haakon Shetelig por volta de 1915.
Anton Wilhelm Brøgger era filho do geólogo Waldemar Christopher Brøgger. Teve dois filhos com a sua esposa Inger Ursin, o escritor Waldemar Christoffer Brøgger e o tradutor Nils Christian Brøgger. Foi avô do antropólogo, professor e escritor Jan Brøgger. 
Anton Brøgger percebeu cedo o que significava o nazismo e previu em 1936 a invasão da Europa pela Alemanha nazi. Em Setembro de 1939, empacotou diversas antiguidades da Oldsaksamlingen e enviou-as para fora de Oslo. Viria a ser enviado para a Alemanha, após ser preso em 11 de Setembro de 1941 no campo de concentração de Grini. Foi solto no mês seguinte.
Uma rua do bairro de Madla, em Stavanger, ostenta o seu nome (Anton Brøggers gate, em Norueguês).